# Juliana Dever
Pour les articles homonymes, voir Dever.
Juliana Dever est une actrice américaine née à Saint-Louis dans le Missouri (États-Unis).
Elle est notamment connue pour son rôle récurrent de Jenny Duffy-O’Malley dans la série Castle, où elle joue la petite amie (puis femme) du lieutenant Kevin Ryan (interprété par Seamus Dever, son mari).

## Filmographie

### Cinéma
- 2004 : The List de Jim Menza : Christine O'Brien
- 2004 : A Lousy 10 Grand de Kelly Monteith : Woman in Cubicle
- 2005  : Sasquatch Hunters de Fred Tepper : Louise Keaton
- 2005 : The Mangler Reborn de Matt Cunningham et Erik Gardner : Louise Watson
- 2006 : Time and Tide de Michael Carvaines : Renee
- 2007 : Into the Arms of Strangers de Chris Harris : Sam
- 2008 : Affairs in Order de Herman Wilkins : Kate
- 2009 : Ready or Not de Sean Doyle : Demoiselle d'honneur

#### Courts-métrages
- 2011 : George de Mike Corey : Grace
- 2012 : Retail Therapy de Mitchell Gettleman : Julia De La Croix

### Télévision

#### Séries télévisées
- 2009 : Esprits criminels (saison 4, épisode 23 : Mauvaise Conduite) : la femme de Coakley
- 2010-2016 : Castle (8 épisodes) : Jenny Duffy-Scout-O’Malley Ryan
- 2012 : Scandal (saison 2, épisode 3) : Julie Loeb
- 2025 : New York, police judiciaire : Joy Andrews (saison 24, épisode 16)

#### Téléfilms
- 2020 : Maman ne te fera aucun mal (Another Mother) de Anthony C. Ferrante : Nina Munson